# ریپار

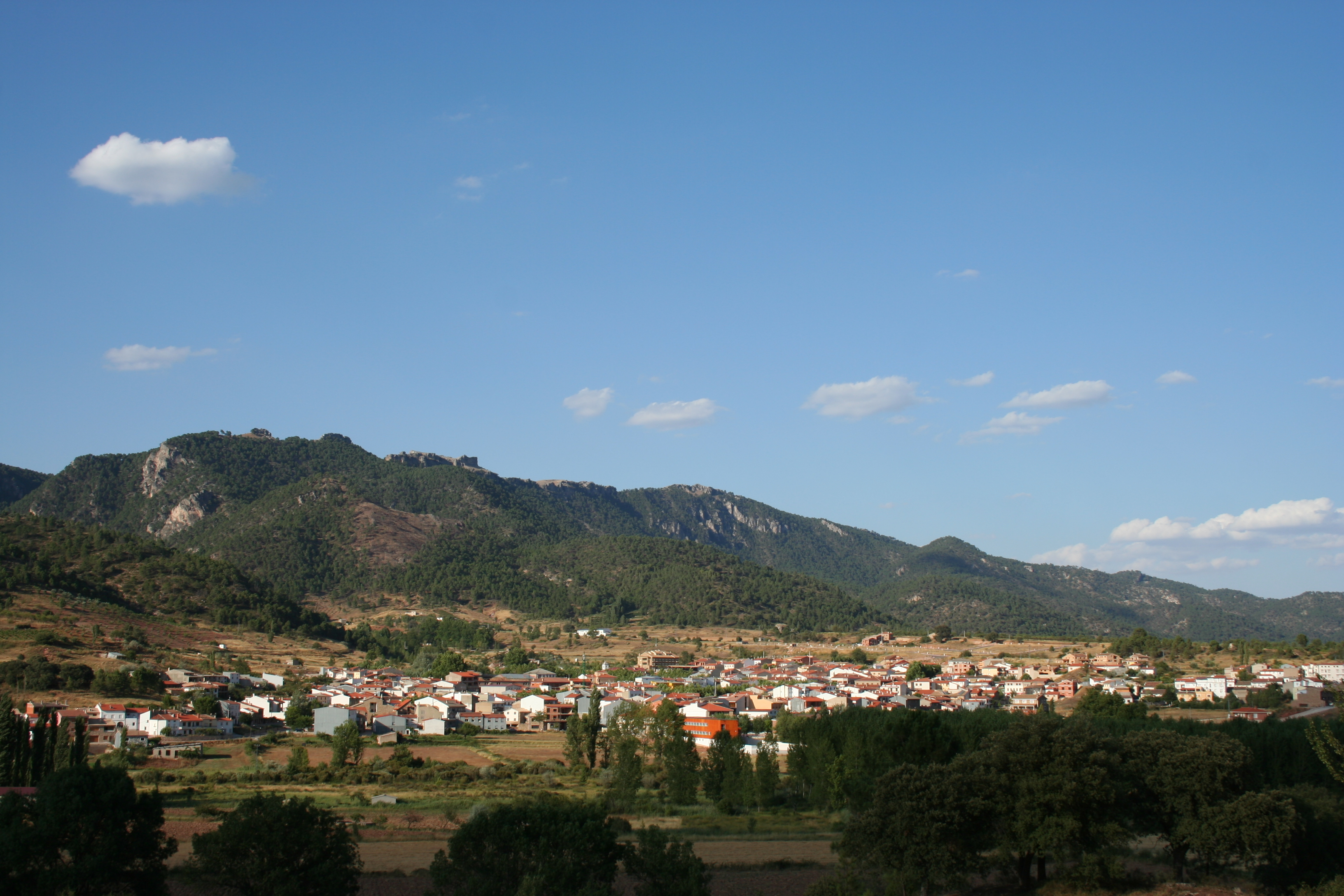
نمایی از دهستان ریپار در استان آلباستهٔ اسپانیا - ۲۰۰۷

ریپار دهستانی در استان آلباستهٔ اسپانیا است.
در این دهستان ۱۴۷۹ نفر زندگی می‌کنند. مساحت این دهستان ۸۰٫۷۶ کیلومتر مربع است.